# Bibliografia sobre els celtes de l'edat antiga

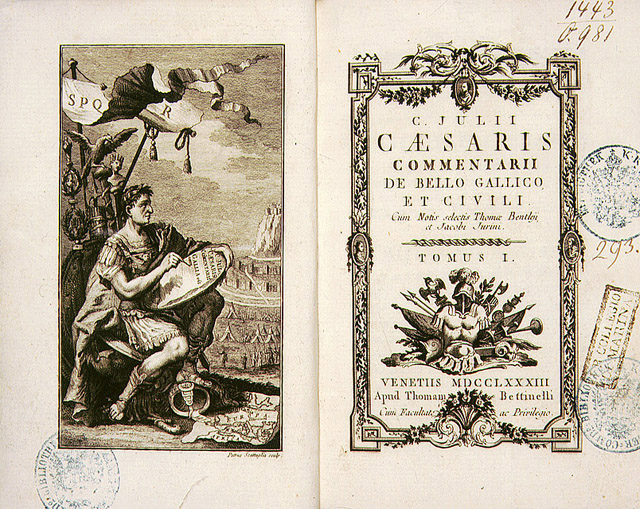
Edició de 1783 dels Commentarii de Bello Gallico de Juli Cèsar

Aquesta bibliografia sobre els celtes de l'edat antiga recull obres literàries i publicacions diverses centrades en l'estudi i divulgació de tot allò relacionat amb els celtes de l'edat antiga, entenent com a tals aquells que varen ser esmentats a les fonts clàssiques pels autors grecs i llatins, però també els que visqueren a l'era de la protohistòria. La bibliografia abasta, doncs, el període que va del tombant de l'edat del bronze i tota l'edat del ferro fins al tombant de l'edat mitjana i l'època de la cristianització d'Irlanda.
Nota.-. Tret que s'indiqui el contrari, les obres aquí ressenyades són en francès. La classificació temàtica només pretén oferir-ne una orientació general, ja que la major part d'aquestes obres aborda temes diferents.

## Història (generalitats)
- Allen, Stephen; Reynolds, Wayne. Celtic warrior (300 BC-AD 100) (en anglès).  Oxford: Osprey Publishing, 2001 (Warrior, #30). ISBN 1-84176-143-5.
- Brun, Patrice. Princes et princesses de la celtique, éditions Errance, París, 1987 ISBN 2-903442-46-0.

Sobre la primera edat del ferro
- Buchsenschutz, Olivier. L'Europe celtique à l'âge du Fer (VIIIe - Ier siècles), PUF, 2015, ISBN 978-2-13-057756-0.
- Cunliffe, Barry. L'univers des Celtes, éditions Inter-Livres, 1996, ISBN 2909808114.
- Dottin, Georges. Les Celtes, Ginebra: Minerva, 1977.
- Dottin, Georges. Manuel pour servir à l'étude de l'antiquité celtique, deuxième édition, París, Champion, 1915.
- Déchelette, Joseph. Manuel d'archéologie préhistorique, celtique et gallo-romaine, 6 tomes, 7 volumes in-8, París, Picard, 1927-1934.

Obra dedicada especialment a l'arqueologia cèltica. Ha estat reeditada per Picard el 1988-89.
- Fichtl, Stephan. La ville celtique, les oppida de 150 avant J.-C. à 15 après J.-C., éditions Errance, París, 2005, ISBN 2-87772-307-0.
- García, Sira. Los Celtas. Un pueblo de leyenda. (en castellà).  Madrid: Ediciones Temas de Hoy, 1995. DL B. 8760-1995. ISBN 84-7880-516-8.
- Haywood, John (intr. Cunliffe, Barry, trad. Colette Stévanovitch). Atlas historique des Celtes, éditions Autrement, París, 2002, ISBN 2-7467-0187-1.

Atles comentat sobre els celtes de l'antiguitat i les nacions cèltiques.
- Hubert, Henri. Les Celtes et l'expansion celtique jusqu'à l'époque de La Tène, París, Albin Michel, 1989, collection « L'évolution de l'humanité », ISBN 2226000771.
- Hubert, Henri. Les Celtes, París, Albin Michel, 2005, collection « L'Évolution de l'humanité », ISBN 2226122605.

Reedició de les obres d'Henri Hubert.
- Kerboul, Christian Y. M. Les Royaumes brittoniques au Très Haut Moyen Âge, copublication éditions du Pontig/Coop Breizh, Sautron & Spézet, ISBN 2-9510310-3-3 et ISBN 2-84346-030-1.

Estudi dels regnes britònics continentals i insulars.
- Kruta, Venceslas et Duval, Paul-Marie. Les mouvements celtiques du Ve au Ier siècle avant notre ère, París, CNRS, 1978
- Kruta, Venceslas. Les Celtes, Histoire et dictionnaire, éditions Robert Laffont, coll. « Bouquins », París, 2000, ISBN 2-7028-6261-6.

Obra de referència.
- Kruta, Venceslas. «Los Celtas». A: Los primeros europeos (en castellà). Traducció: Giménez, M. Isabel.  Madrid: Anaya, octubre 1992, p. 101-132. ISBN 84-207-4754-8.
- Le Roux, Françoise & Guyonvarc'h, Christian-J. La Civilisation celtique, éditions Ouest-France Université, Rennes, 1990, ISBN 2-7373-0297-8.

Obra general de base sobre els celtes dins el quadre indoeuropeu.
- Millard, Anne. «Los celtas, héroes de la edad del hierro». A: Los grandes atlas visuales (en castellà). Traducció: Santisteban, Juan.  Barcelona: Ediciones Primera Plana, 1994, p. 30-31. DL B. 39.255-1994.
- Roget, Dominique-François-Louis. Ethnogénie gauloise, ou Mémoires critiques sur l'origine et la parenté des Cimmériens, des Cimbres, des Ombres, des Belges, des Ligures et des anciens Celtes, (4 volumes dont un posthume, 1858-1873).

Conté un glossari gal amb taules generals de la llengua gal·la. Malgrat alguna mancança en certs temes, és un llibre de lectura profitosa en opinió de Christian-J Guyonvarc'h.
- Rolleston, T. W. Los celtas (en castellà). Traducció: Llorens, María José.  Madrid: M. E. Editores, 1995. DL M-25.991-1995. ISBN 84-495-0151-2.
- Wood, Juliette. Les Celtes, Gründ, 1999
- Diversos autors. «Celtas». A: Enciclopedia Milenio (en castellà). Traducció: Cavándoli, Margarita. vol. I. Parsons, Jayne (ed.).  Barcelona: Círculo de lectores, 1997, p. 47-48. DL NA. 2.629-1997. ISBN 84-226-6851-3.

## Per territori

### Illes britàniques
- Backhouse, Janet. The Lindisfarne Gospels (en anglès), British Library Press, Londres, 1995
- Bain, George. Celtic art: Methods of construction (en anglès), McClellan, Glasgow, 1951
- Bradley, Richard. The Prehistory of Britain and Ireland (en anglès), Cambridge University Press, 2007, ISBN 0521848113, ISBN  9780521848114
- Byrne, Francis John. Irish Kings and High-Kings (en anglès), Batsford, Londres, 1973 ISBN 0713458828
- Cairney, C. Thomas. Clans and Families of Ireland and Scotland - An Ethnography of the Gael AD 500-1750 (en anglès), Willow Bend Books, 1989.
- Carmichael, Alexander. Carmina Gadelica Hymns and Incantations (en anglès), Floris Books, Edimburg, 1992
- Chadwick, Nora. The Celts (en anglès), Pelican Books, 1971
- Chadwick, Nora. The Druids (en anglès), University of Wales Press, Cardiff, 1997
- Charles-Edwards, T. M. Early Christian Ireland (en anglès), Cambridge University Press, 2000, ISBN 0521363950, ISBN 9780521363952
- Clancy, Thomas et Markus, Gilbert. Iona: The earliest poetry of a celtic monastery (en anglès), Edinburgh University Press, Edimburg, 1995
- Collis, John. The Celts: origins, myths & inventions (en anglès) ISBN 0752429132
- Dillon, Miles, Kershaw Chadwick, Nora, Le Roux, Françoise & Guyonvarc'h, Christian-J. Les Royaumes celtiques, éditions Armeline, Crozon, 2001, ISBN 2-910878-13-9
- Dottin, Georges. L'épopée irlandaise. Présentation et notes de Jean Markale. París: Les Presses d'Aujourd'hui, 1980.
- Duffy, Seán (ed.). Atlas of Irish History (en anglès). Gill & Macmillan, Dublín, 2a ed., 2000 ISBN  0717130932
- Haywood, John. Atlas historique des Celtes, trad. Colette Stévanovitch, éditions Autrement, coll. Atlas/Mémoires, París, 2002, ISBN 2-7467-0187-1.
- Herm, Gerhard. The Celts (en anglès), St. Martin's Press, 2002 ISBN 0312313438.
- James, Simon,The Atlantic Celts - Ancient People or Modern Invention? (en anglès) ISBN 0299166740
- Laing, Lloyd Robert. The Archaeology of Celtic Britain and Ireland, C. AD 400-1200: C. AD 400 - 1200 (en anglès), Cambridge University Press, 2006 ISBN 0521838622
- MacKillop, James. Dictionary of Celtic Mythology (en anglès), Oxford University Press, Oxford, 1998 ISBN 0-19-280120-1
- Nicolle, David; McBride, Angus. Arthur and the Anglo-Saxon Wars (en anglès).  Oxford: Osprey Publishing, 1999 (Men-At-Arms, #154). ISBN 0-85045-548-0.
- O'Rahilly, T. F. Early Irish History and Mythology (en anglès), Medieval Academy of America, 1947
- O'Rahilly, T. F. Irish Dialects, Past and Present (en anglès), 1932
- O'Rahilly, T. F. The Goidals and Their Predecessors (en anglès), Londres, The British Academy, 1935
- Olmsted, Garrett S. The Gods of the Celts and the Indo-Europeans (en anglès), Archaelolingua, Budapest, 1994 ISBN 963-8046-07-4
- Pryor, Francis. Britain B.C.: life in Britain and Ireland before the Romans (en anglès) ISBN 0007126921
- Raftery, Barry. L'Irlande celtique avant l'ère chrétienne, éditions Errance, París, 2006, ISBN 2-87772-320-8
- Raftery, Barry. Pagan Celtic Ireland: The Enigma of the Irish Iron Age (en anglès), Thames and Hudson, 1998 ISBN 0500279837
- Raftery, Barry, Galliou, Patrick. L'Irlande celtique avant l'ère chrétienne, Errance, 2006 ISBN 2877723208
- Renfrew, Colin. Archaeology and Language - The Puzzle of Indo-European languages Origins (en anglès) ISBN 0521354323
- Wagner, Paul; Reynolds, Wayne. Pictish warrior (AD 297-841) (en anglès).  Oxford: Osprey Publishing, 2002 (Warrior, #50). ISBN 978-1-84176-346-0.

### Gàl·lia
- Brun, Patrice et Ruby, Pascal. L'Âge du Fer en France. Premières villes, premiers États celtiques.  París: éditions La Découverte, octubre 2008, p. 177. ISBN 978-2-7071-5664-8.

La protohistòria cèltica a la Gàl·lia, segons els més recents estudis arqueològics.
- Cèsar, Juli. Guerra de les Gàl·lies (en llatí i català). Traducció: Icart, Joaquim. 3 vol.  Barcelona: Fundació Bernat Metge, 1974. DL B. 48252-1974. ISBN 8472250938.
- Fichtl, Stephan. Les peuples gaulois, IIIe-Ie siècles av. J.-C., éditions Errance, París, 2004, ISBN 2-87772-290-2.
- Garcia, Dominique. La Celtique méditerranéenne. Habitats et sociétés en Languedoc et en Provence. VIIIe-IIe siècles av. J.-C., éditions Errance, París, 2004, ISBN 2877722864.
- Goudineau, Christian. César et la Gaule, éditions Errance, collection. De la Gaule à la France: histoire et archéologie, 2000.
- Goudineau, Christian. Regard sur la Gaule, éditions Errance, 2000.
- Grenier, Albert. Les Gaulois, Petite bibliothèque Payot, París, 1970, ISBN 2-228-88838-9.
- Grenier, Albert. Les Gaulois.  París: Petite bibliothèque Payot, agost 1994, p. 365. ISBN 2-228-88838-9.

Reedició reforçada d'un llibre publicat originalment el 1970. Albert Grenier en precisa l'origen indoeuropeu, en descriu llur organització social, cultura i religió tot vinculant-los amb els celtes insulars.
- Grimaud, Renée. Nos ancêtres les Gaulois, éditions Ouest-France, Rennes, 2001, ISBN 2-7028-4542-8.
- Kruta, Venceslas. Vercingétorix, Flammarion, 2003 ISBN 978-2-0801-2623-8
- Martin, Paul M. Vercingétorix, éditions Perrin, París, 2000, ISBN 2-7028-4430-8.
- Roman, Danièle et Yves. Histoire de la Gaule, Librairie Arthème Fayard, París, 1997, ISBN 2-7028-1646-0.
- Van Royen, René; Van der Vegt, Sunnyva. Astérix y la historia real (en castellà). Traducció: Doñate, M. Carmen.  Barcelona: Beta Editorial, 1999. DL B. 1181-00. ISBN 84-7091-391-3.
- Wilcox, Peter; McBride, Angus. Rome's Enemies (2). Gallic & British Celts. (en anglès).  Oxford: Osprey Publishing, 2001 (Men-at-Arms, #158). ISBN 0-85045-606-1.

### Hispània
- Apià. Sobre Iberia y Aníbal (en castellà). Traducció: Gómez Espelosín, Francisco Javier.  Madrid: Alianza Editorial, 1993. DL M. 6137-1993. ISBN 84-206-0611-1.
- Almagro, Martín. «Els Celtibers». A: Els ibers, prínceps d'occident (catàleg de l'exposició).  Barcelona: Fundació "la Caixa", 1998, p. 48-49. DL B-3444-1998. ISBN 84-7664-597-X.
- Burillo, Francisco. Los Celtíberos. Etnias y estados (en castellà).  Barcelona: Grijalbo Mondadori, 1998. DL B. 10137-1998. ISBN 84-7423-891-9.
- Diversos autors. «Els ibers i els seus veïns celtes». A: Els ibers, prínceps d'occident (catàleg de l'exposició).  Barcelona: Fundació "la Caixa", 1998, p. 37. DL B-3444-1998. ISBN 84-7664-597-X.

### Europa central i oriental
- Drda, Petr et Rybova, Alena. Les Celtes de Bohême, éd. Errance
- Kruta, Venceslas. L'art celtique en Bohême: les parures métalliques du Ve au IIe siècle avant notre ère, París, Champion, coll. « Bibliothèque de l'École des Hautes Études », 1975.

## Lingüística
- Dottin, Georges. La langue gauloise: Grammaire, Textes et Glossaire. Avec une préface de François Falc'hun. Geneva: C. Klincksieck, 1985.
- Dottin, Georges. La langue gauloise: Grammaire, Textes et Glossaire. Avec une préface de François Falc'hun. París: C. Klincksieck, 1920.
- Falc'hun, François:. Perspectives nouvelles sur l'histoire de la langue bretonne. París, Union Générale d'Éditions, 1981
- Lambert, Pierre-Yves: La langue gauloise: description linguistique, commentaire d'inscriptions choisies / Pierre-Yves Lambert. - París: Errance, 1994. - 239 s. - (Collection des Hesperides).
- Zeuss, Johann Kaspar. Grammatica Celtica e monumentis vetustis tam Hibernicae linguae quam Britannicarum dialectorum Cambriacae Cornicae Aremoricae comparatis Gallicae priscae reliquis construxit (en llatí), Johann Kaspar Zeuss, Phil.Dr.Hist.Prof., editio altera curavit . Hermann Wilhelm Ebel, .Ph.Dr., Acad.Reg.Hib.Soc.Hon., Acad.Reg.Boruss.Adi.Comm.Epist. Berolini, Apud Weidmannos MDCCCLXXI (1871).

### Diccionaris
- Delamarre, Xavier. Dictionnaire de la langue gauloise, Éditions Errance (2001), (2003), (2008, 3a ed. revue et augmentée)
- Savignac, Jean-Paul  Dictionnaire français-gaulois. 2a Ed..  París: Éditions de la Différence, 2014. ISBN 2-7291-1529-3.

### Toponímia cèltica
- Delamarre, Xavier. Noms de lieux celtiques de l'Europe ancienne (-500 / +500) - Dictionnaire, París, éditions Errance, 2012
- Falc'hun, François. Les noms de lieux celtiques. Première série: vallées et plaines. Rennes, Éditions Armoricaine, 1966, Deuxième série: Problèmes de doctrine et de méthode - noms de hauteur. Rennes, Éditions Armoricaines, 1970
- Falc'hun, François. Les noms de lieux celtiques. Première série: vallées et plaines. Deuxième édition, revue et considérablement augmentée. Ginebra, Slatkine. 1982. Avec Bernard Tanguy.
- Lacroix, Jacques. Les noms d'origine Gauloise - (1) La Gaule des Combats, París éditions Errance, 2003
- Lacroix, Jacques. Les noms d'origine Gauloise - (2) La Gaule des activités économiques, París éditions Errance, 2005
- Lacroix, Jacques. Les noms d'origine Gauloise - (3) La Gaule des Dieux, París éditions Errance, 2007

### Onomàstica
- Delamarre, Xavier. Noms de personnes celtiques dans l'épigraphie classique, París, éditions Errance, 2007

## Art
- Duval, Paul-Marie. Les Celtes, éd. Gallimard, de collection « L'Univers des Formes »
- Kruta, Venceslas. L'art celtique en Bohême: les parures métalliques du Ve au IIe siècle avant notre ère, París, Champion, coll. « Bibliothèque de l'École des Hautes Études », 1975, 288 p.
- Kruta, Venceslas. La cruche celte de Brno, Dijon, 2007
- Scaravella, Léo. L'arbre et le serpent. Symboles et mythes dans l'art et la religion celtiques Mémoires de la Société Belge des Études Celtiques 35, 2013, Brussel·les.
- Wood, Juliette. Les Celtes, peuples et cultures, Gründ, París, 1999, ISBN 2-7000-3106-7
- Collectif (catalogue de l'exposition européenne d'archéologie celtique). Les Celtes, Venècia, 1991 (éd. Bompiani)

### Literatures
- Chauviré, Roger. La Geste de la branche rouge ou l'Iliade irlandaise, Librairie de France, París, 1926, In-16, broché, 288 pp. bibliographie in fine.
- d'Arbois de Jubainville, Henri. El ciclo mitológico irlandés y la mitología céltica (en castellà). Traducció: Santiago, Alicia.  Barcelona: Edicomunicación, S.A., 1986. D.L. B-26337-1986. ISBN 84-7672-048-3.
- Deniel, Alain. La Rafle des vaches de Cooley, récit celtique irlandais traduit de l'irlandais, présenté et annoté par Alain Deniel, L'Harmattan, París, 1997 ISBN 2-7384-5250-7.
- Dottin, Georges. Les littératures celtiques, Collection Payot, París, 1924.
- Guyonvarc'h, Christian-J. La Razzia des vaches de Cooley, récit celtique irlandais traduit de l'irlandais, présenté et annoté par Guyonvarc'h, Christian-J., Gallimard, coll. « L'Aube des peuples », París, 1994 ISBN 2-07-073898-1.
- Lambert, Pierre-Yves. Les Quatre Branches du Mabinogi et autres contes gallois du Moyen Âge. Ed. Gallimard, coll. « L'Aube des peuples » ISBN 2-07-073201-0
- Loth, Joseph. Les Mabinogion du Livre rouge de Hergest, avec les variantes du. Livre blanc de Rhydderch, traduits du gallois avec une introduction, un commentaire explicatif et des notes critiques, Fontemoing, París, 1913, 2 volumes in-8, 437 p., 479 p.
- Mordiern, Meven, Vallée, François, Ernault, Émile. Sketla Segobrani " gant X3. 3 levr moulet e ti (en bretó), René Prud'homme. Saint-Brieuc, 1923,1924, 1925, 3 volumes (amb François Vallée, James Bouillé, Émile Ernault)
- Ross, Anne; Garland, Roger; Sibbick, John. Mitologia cèltica. Druides, déus i herois. Traducció: Fontcuberta, Joan. 2a ed.  Barcelona: Editorial Barcanova, 1990. D.L. M-25641-1990. ISBN 84-7533-375-3.
- Lebor Gabála Érenn

## Societat
- De La Villemarqué, Hersart. El misterio celta (Barzaz Breiz) (en castellà). Traducció: Quingles, Jordi.  Barcelona: José J. de Olañeta, Editor, 1984. DL B-3.117-1984. ISBN 84-85354-19-2.
- Le Roux, Françoise & Guyonvarc'h, Christian-J. La Société celtique.  Rennes: éditions Ouest-France Université, octobre 1991, p. 200. ISBN 2-7373-0902-6.

Un estudi etnològic.
- Markale, Jean. La Femme celte.  París: Petite Bibliothèque Payot, 1989. ISBN 2-228-88558-4.

### Religió
- Brunaux, Jean-Louis. Les Druides - des philosophes chez les Barbares, Seuil, 2006 ISBN 2-02-079653-8

Obra específicament dedicada als druides gals segons les fonts gregues i romanes, excloent-ne la important documentació insular.
- Brunaux, Jean-Louis. Les Religions gauloises, Nouvelles approches sur les rituels celtiques de la Gaule indépendante, éditions Errance, París, 2000 ISBN 2-87772-192-2.
- Dottin, Georges. La Religion des Celtes 1904
- Guyonvarc'h, Christian-J. Magie, médecine et divination chez les Celtes, Bibliothèque scientifique Payot, París, 1997, ISBN 2-228-89112-6.
- Jouët, Philippe. Aux sources de la mythologie celtique, Yoran Embanner, Fouesnant, 2007, ISBN 978-2-914855-37-2.
- Jouët, Philippe. L'Aurore celtique dans la mythologie, l'épopée et les traditions, Yoran Embanner, Fouesnant, 2007, ISBN 978-2-914855-33-4.
- Le Roux, Françoise & Guyonvarc'h, Christian-J. Les Druides, éditions Ouest-France Université, Rennes, 1986, ISBN 2-85882-9209.

Estudi de la classe sacerdotal cèltica, amb un repertori de les fonts i un glossari.
- Le Roux, Françoise & Guyonvarc'h, Christian-J. Les Fêtes celtiques, éditions Ouest-France Université, Rennes, 1995, ISBN 978-2-7373-1198-7.

Estudi del significat del Samain, Beltaine, Imbolc i Lugnasad.
- Mees, Bernard. Celtic Curses (en anglès), Boydell & Brewer, 2009.
- Persigout, Jean-Paul. Dictionnaire de mythologie celte, Éditions du Rocher, Monaco, 1985, ISBN 2-268-00968-8.
- Rutherford, Ward. El misterio de los druidas (en castellà). Traducció: Shelly, Patricia.  Barcelona: Ediciones Martínez Roca, 1994. DL B. 8.469-1994. ISBN 84-270-1853-3.
- Sjoestedt-Jonval, Marie-Louise. Gods and Heroes of the Celts (en anglès). Londres: Methuen, 1949.
- Sjoestedt-Jonval, Marie-Louise. Dieux et Héros des Celtes. París: Leroux 1940.

Mites i religions: període mític - deïtats (celtes continentals - deesses-mares d'Irlanda - Déus-caps d'Irlanda) - Homes, déus i herois, Samain-Samonios: Festa de l'u de novembre.
- Sterckx, Claude. Des dieux et des oiseaux. Réflexions sur l'ornitomorphisme de quelques dieux celtes, Brussel·les, S.B.E.C., 2000
- Sterckx, Claude. Dieux d'eau: Apollons celtes et gaulois, Brussel·les, S.B.E.C., 1996
- Sterckx, Claude. Les dieux protéens des Celtes et des Indo-Européens, Brussel·les, S.B.E.C., 1994
- Sterckx, Claude. Sangliers Père & Fils: rites, mythes et dieux celtes du porc et du sanglier, Brussel·les, S.B.E.C., 1998
- Sterckx, Claude. Éléments de cosmogonie celtique, Brussel·les, Éditions de l'Université de Bruxelles, 1986, ISBN 2-8004-0900-2
- Vendryes, Joseph. La religion des celtes, Coop Breizh, Spezet, 1997, ISBN 2-909924-91-2

## Medicina
- Guyonvarc'h, Christian-J. Magie, médecine et divination chez les Celtes, Bibliothèque scientifique Payot, París, 1997, ISBN 2-228-89112-6.
- Le Scouëzec, Gwenc’hlan (Dr). La médecine en Gaule. Thèse de médecine. Éditions Kelenn. Guipavas, 1976.

Un volum in-octavo, de 207 pàgines, 3 mapes i 13 planxes de requadre. Taula sinòptica.
- Diverres, Paul (Dr). Le plus ancien texte des Meddygon Myddveu. Thèse de doctorat. In-8 de 295 pages, París, Maurice Le Dault, éditeur, 1913.

## Publicacions especialitzades
- Cambrian Medieval Celtic Studies (en anglès), est. 1993, Aberystwyth; auparavant. Cambridge Medieval Celtic Studies.
- Celtica. Journal of the School of Celtic Studies (en anglès), gegr. 1949, Dublín
- Cornish Studies (en anglès), est. 1993, Tremough.
- Cornish Studies (en anglès), gegr. 1993, Tremough
- Documents d'archéologie méridionale - ou Protohistoire du sud de la France

Revista anual, publicada des de 1978, dirigida per Dominique García i impulsada per un comitè de lectura internacional.
- Éigse (en anglès), Dublín
- Ériu. Founded as the Journal of the School of Irish Learning (en anglès), Dublín
- Études Celtiques, gegr. 1936-2007, París

Revista universitària que segueix en actiu.
- Journal of Celtic Linguistics (en anglès), est. 1992, Cardiff.
- Journal of Celtic Linguistics (en anglès), gegr. 1992, Cardiff
- Keltia magazine, éd. 2007 Vincennes.

Revista trimestral de divulgació de la cultura celta.
- Keltische Forschungen (en alemany), gegr. 2006, Vienne
- Ogam Celticum - ou. Ogam Tradition celtique

Revista trimestral desapareguda dedicada a l'estudi de la civilització celta: història, llengua, arqueologia, religió, numismàtica, folklore, textos, etc. Publicada de 1948 a 1986, era una publicació d'audiència europea, dirigida per Pierre Le Roux i impulsada per Françoise Le Roux i Christian-J. Guyonvarc'h.
- Ollodagos - Actes de la Société Belge d'Études Celtiques

Revista anual editada per la "Société Belge des Etudes Celtiques" des del 1988. ULB de Brussel·les sota la direcció de Claude Sterckx i, més tard, M. Warmbol. Lloc Web: www.sbec.be.
- Proceedings of the Harvard Celtic Colloquium (en anglès), Cambridge, MA
- Revue Celtique, 1870-1934 París.53 volumes in-8.

Història, lingüística, arqueologia. Editada des de 1870 fins a 1934, aquesta important revista va publicar els treballs dels principals investigadors internacionals sobre la civilització i la matèria celta. Tenia una tirada de 300 exemplars i va durar 64 anys. Després d'una suspensió de dos anys, reaparegué sota el nou títol d'Études Celtiques.
- Studia Celtica Japonica, est. 1988.
- Studia Celtica (en anglès), est. 1966, Cardiff.
- Studia Hibernica (en anglès), Dublín
- The Bulletin of the Board of Celtic Studies (en anglès), gegr. 1921, Cardiff; el 1993 es va fusionar amb Studia Celtica.
- Zeitschrift für celtische Philologie (en alemany), gegr. 1897, Halle (Saale)/Tübingen

## Novel·la històrica
- Aguiar, João. Viriato: Iberia contra Roma (en castellà). Traducció: Losada, Basilio.  Barcelona: Edhasa, 1995. ISBN 84-350-6000-4.
- Gedge, Pauline. Aguilas y Cuervos (en castellà). Traducció: Bordeu, Carmen.  Barcelona: Editorial Salvat, 1995. DL B-25805-1995. ISBN 84-345-9102-2 [Consulta: 4 febrer 2018]. Arxivat 2015-07-02 a Wayback Machine.
- Llywelyn, Morgan. El druida (en castellà). Traducció: Ribera, Jorge.  Barcelona: Ediciones Martínez Roca, 1992. DL B. 33.889-1992. ISBN 84-270-1664-6.
- Osborne-McKnight, Julienne. Una leyenda celta (en castellà). Traducció: Beneyto, María.  Barcelona: Plaza & Janés, febrer 2000. DL B. 3.801-2000. ISBN 84-01-32799-7.

## Còmics
- Àlix, Jacques Martin. Brussel·les: Le Journal de Tintin (Le Lombard), 1948 (Versió catalana: Norma Editorial).
- Astèrix, Albert Uderzo i René Goscinny. París: Les Éditions Dargaud, 1959 (Versió catalana: Editorial Bruguera).
- Las Célticas (Corto Maltès), Hugo Pratt. Brussel·les: Casterman, 1971 (Versió castellana: Editorial Nueva Frontera, ISBN 84-7527-027-1).
- Bran Ruz, Alain Deschamps i Calude Auclair. Brussel·les: Casterman, 1981 (Versió castellana: Editorial Nueva Frontera, ISBN 84-7527-040-9).
- Sláine, Pat Mills i Angela Kincaid. Londres: 2000 AD, 1983 (Versió castellana: Norma Editorial).

## Llocs Web
- «L'arbre celtique» (en francès). arbre-celtique.com.   L'encyclopédie - L'Arbre Celtique, 1999.
- «Jones's Celtic Encyclopaedia» (en anglès). maryjones.us.   Mary Jones, 2003.
- «Exploring Celtic Civilizations» (en anglès). exploringcelticciv.web.unc.edu.   Michael Newton, 2018.
- «Celtic Tribes (13th Century BC - 6th Century AD)» (en anglès). historyfiles.co.uk.   The History Files, 2018.